# گارنیک شه‌بندری
گارنیک شه‌بندری (زاده ۱ فروردین ۱۳۳۳ در تهران) بازیکن سابق فوتبال اهل ایران است. وی سابقه بازی در باشگاه فوتبال دارایی تهران را دارد؛ و تا میانه دهه سوم زندگی همواره حضوری فعال در تیم‌های باشگاهی ایران داشت.
وی خیلی زود فوتبال را به عنوان رشته ورزشی خویش انتخاب کرد و در سن ۱۳ سالگی به عضویت باشگاه آراکس درآمد. اولین تیمی که گارنیک شه‌بندری در آن حضوری داشت، باشگاه شاه‌عزیز بود. او در این باشگاه زیر نظر کاپیتان باشگاه آرارات آرشاویر ملکی آموزش دید.
وی سال‌هاست که در کشور سوئد اقامت دارد.

## باشگاهی
| سال     | باشگاه            | مربی(ان)                                                    |
| ------- | ----------------- | ----------------------------------------------------------- |
| ۱۳۴۵    | آراکس             |                                                             |
| ۱۳۴۶    | آی تی اس          |                                                             |
| ۱۳۴۶    | سیپان             | روبیک امیرجانیان - هامبورسوم دارابیدیان                     |
| ۴۸–۱۳۴۷ | شاه‌عزیز           | آرشاویر ملکی                                                |
| ۵۱–۱۳۴۹ | بانک ملی (جوانان) | رجب فرامرزی - نائب روئین دل                                 |
| ۱۳۵۲    | آرارات            | گارنیک مهرابیان                                             |
| ۵۴–۱۳۵۳ | بانک ملی          | رجب فرامرزی                                                 |
| ۵۶–۱۳۵۵ | دارایی            | جلال طالبی                                                  |
| ۶۵–۱۳۵۷ | آرارات            | گارنیک مهرابیان - کارو حقوردیان - آرشاویر ملکی - منصور امیر |

## تیم ملی
وی سابقه ۲ بازی ملی نیز در کارنامه دارد.

## افتخارات
- قهرمانی جام ملتهای آسیا ۱۳۵۵
- قهرمانی جوانان ایران ۱۳۵۱
- نائب قهرمان جوانان تهران با بانک ملی ۱۳۵۱
- نائب قهرمان تورنمنت جام ایران ۱۳۵۴
- آقای گل جوانان ایران (۷ گل) ۱۳۵۱